# الإكليروسية في إيران

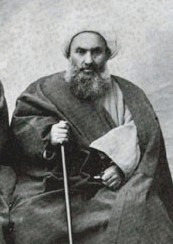
الشيخ فضل الله نوري

الإكليروسية في إيران تاريخ طويل وكان لها تأثير ملحوظ على المجتمع الإيراني والسياسة وكذلك على علم الدين الإسلامي.

## ظهور
هناك جدل حول ظهور رجال الدين في إيران. يعتقد بعض العلماء أن الإكليروس يعود تاريخه إلى ما قبل 1000 عام.

## المدارس
الشيعة:
- مدارس النجف الاشرف
- مدارس قم
- مدارس مشهد

سني:
- مدارس زاهدان

الوظائف:

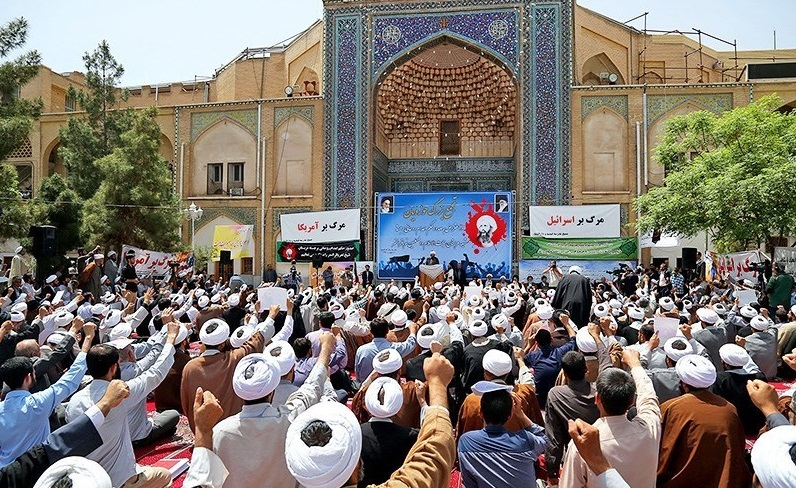
مدرسة قم

على مدار التاريخ، كان للمعاهد الدينية الإيرانية وظائف تقليدية في المجال الديني لتقديم الدعم للمجتمع المدني في البلاد. ومع ذلك، بعد الثورة الإيرانية في عام 197، تم تسييس المعاهد الدينية إلى حد كبير وتقلص استقلالها إلى حد كبير. خلقت الثورة نظامًا سياسيًا جديدًا قائمًا على أسس دينية شيعية وأعطيت السلطة الحاكمة المطلقة لفقيه/ رجل دين شيعي.
يعود تاريخ مدارس قم إلى القرن الثالث الهجري. حسين بن سعيد الأحواز، عالم دين مشهور، انتقل من الكوفة إلى قم. قام بتعليم الجيل الأول من رجال الدين في قم.

## التأثير على السياسة الإيرانية

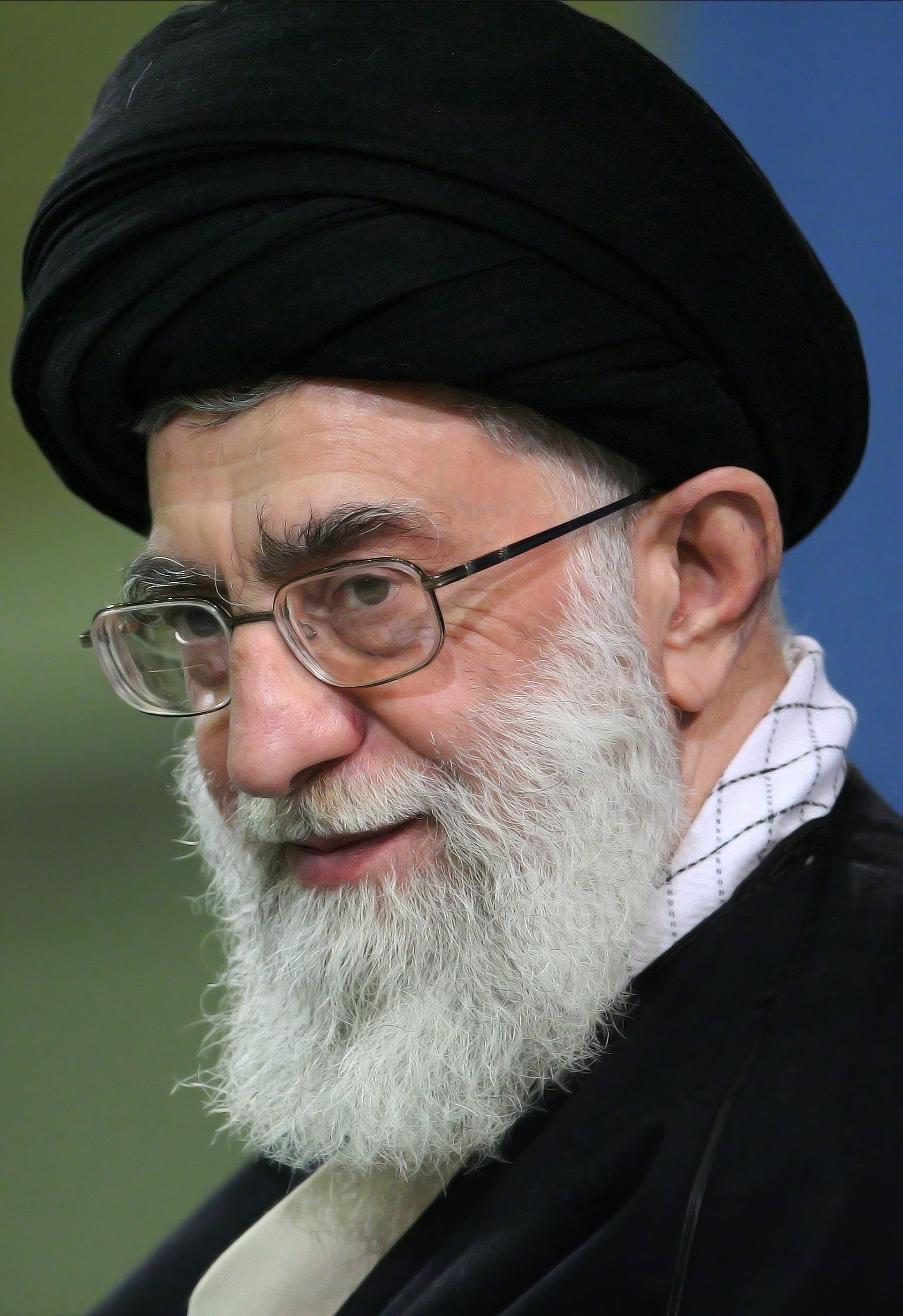
سيد علي خامنئي ، المرشد الأعلى لإيران

رجال دين منخرطون في السياسة خلال الحقبة الصفوية والقاجية
- العلامة مجلسى
- ميرزا شيرازي
- سيد جمال الدين أسد آبادي (أفغاني)

رجال الدين المتورطون في الثورة الدستورية الإيرانية
- سيد محمد طبطبائي
- سيد عبد الله بهبهاني
- محمد كاظم الخراساني
- فضل الله نوري (ضد الثورة الدستورية).
- محمد كاظم يزدي (ضد الثورة الدستورية)

السيد روح الله الخميني ، مؤسس جمهورية إيران الإسلامية

رجال الدين المؤثرون في عصر بهلوي
- سيد حسن مدرس
- سيد أبوالقاسم الكاشاني
- نواب صفوي

رجال الدين المتورطون في الثورة الإيرانية
- روح الله الخميني
- مرتضى مطهري
- محمد بهشتي

رجال الدين يعملون كمسؤولين كبار
- علي خامنئي
- أكبر هاشمي رفسنجاني
- محمد يزدي
- علي مشكيني
- محمود هاشمي شهرودي
- أحمد جنتي
- ابراهيم رئيسي
- صادق لاريجاني

الأحزاب السياسية التي أسسها رجال الدين
- مجمع علماء الدين المجاهدين
- جمعية علماء الدين المجاهدين

## التأثير على المجتمعات الأخرى
- علي السيستاني